# Vomito
Il vomito (detto anche emesi, dal greco ἔμεσις, èmesis) è il processo in cui il contenuto gastrico e duodenale viene espulso dalla bocca in modo forzato. Questo meccanismo è un riflesso di difesa che consente di eliminare sostanze tossiche dal tratto gastrointestinale prima che vengano assorbite. Tuttavia, il vomito eccessivo o prolungato può causare uno squilibrio metabolico chiamato alcalosi metabolica, a causa della perdita di acido gastrico.
Il centro del vomito, situato nel bulbo, coordina il riflesso del vomito. Questo riflesso ha inizio con la stimolazione dei recettori sensoriali ed è spesso associato a sensazioni di nausea, anche se non sempre. Diversi stimoli provenienti da tutto il corpo possono scatenare il vomito, come la presenza di sostanze chimiche nel sangue, come citochine e certi farmaci, la percezione del dolore o un disequilibrio causato, ad esempio, dal movimento di un veicolo o dell'oscillazione di una nave. Anche la stimolazione della parte posteriore della faringe può indurre il vomito.
Il centro del vomito invia segnali efferenti che generano onde di peristalsi inversa che si originano nell'intestino tenue e si muovono verso l'alto. Queste onde sono accompagnate da contrazioni addominali che aumentano la pressione intra-addominale. Di conseguenza, lo stomaco si rilassa e l'aumento di pressione spinge il contenuto gastrico e intestinale verso l'esofago e, infine, fuori dalla bocca.
Durante il vomito, si verifica un'inibizione della respirazione. L'epiglottide e il palato molle si chiudono per impedire che il materiale vomitato venga inalato nelle vie respiratorie. Ciò serve a proteggere il sistema respiratorio da possibili danni causati dall'acidità o dalle particelle di cibo presenti nel vomito. Qualora acido o piccole particelle di cibo finiscano accidentalmente nelle vie aeree, potrebbero causare danni al sistema respiratorio e portare allo sviluppo di una polmonite ab ingestis.

## Eziologia
Il vomito può essere un sintomo di uno stato di malessere o di una patologia di cui devono essere individuate le cause, che possono essere molteplici. Sono elencate solo alcune:
- Cause riferibili al tratto digestivo:[3]
  - Malattie ostruttive, tra cui neoplasie, ulcera peptica, aderenze, sindrome dell'arteria mesenterica superiore
  - Infezioni, tra cui gastroenterite
  - Malattie infiammatorie, tra cui colecistite, pancreatite, appendicite,  epatite, gastrite
  - Alterazioni della motilità, tra cui paresi gastrica, dispepsia funzionale, reflusso gastroesofageo
  - Irradiazione
- Cause estranee al sistema digerente:[3]
  - Malattie cardiopolmonari, tra cui cardiomiopatie, infarto miocardico acuto
  - Alterazioni del sistema sensoriale, tra cui cinetosi, labirintite, sindrome di Menière
  - Malattie e disfunzioni cerebrali, tra cui commozione, emorragie, ascessi, idrocefalo, tumori, emicrania, ipertensione endocranica
  - Malattie psichiatriche come anoressia nervosa, bulimia, depressione
- Alterazioni metaboliche, fisiologiche o indotte:[3]
  - Malattie della tiroide e paratiroidi
  - Uremia
  - Chetoacidosi
  - Insufficienza surrenalica
  - Ipoglicemia ed iperglicemia
  - Gravidanza
  - Assunzione di varie sostanze:
    - Farmaci, tra cui chemioterapici, analgesici, antibiotici (eritromicina), digossina, oppiacei, ipoglicemizzanti orali, contraccettivi; gli appositi farmaci emetici, come lo sciroppo di ipecacuana
    - Sostanze d'abuso come alcol, oppioidi, alcuni enteogeni come il Peyote o l'Ayahuasca

  - Tossine endogene, o di origine microbica prodotte in corso di infezione o introdotte per via alimentare

## Meccanismo del vomito
Il vomito è dovuto soprattutto al concorso di una contrazione vigorosa del diaframma e dei muscoli addominali (che provoca aumento della pressione intragastrica) con un'onda gigante di antiperistalsi originatasi dal digiuno prossimale che, a differenza di quanto avviene nella peristalsi, spinge il contenuto dei visceri dal basso verso l'alto.
Il vomito è un atto riflesso, e che si può manifestare in seguito a sollecitazioni provocate in zone chiamate "grilletto", quali la faringe ed una zona specifica del cervello la Chemoreceptor Trigger Zone o CTZ, e con una stimolazione adeguata dell'intestino e dello stomaco.
A ciò si aggiungono i recettori periferici stimolabili da odori, sostanze chimiche, tossine, farmaci, stimoli meccanici, pressione endocranica (a causa di tumori o edemi cerebrali, nonché in caso di trauma cranico o infarto cerebrale in corso in zona cerebellare o in prossimità dei nuclei vestibolari). Questi stimoli afferiscono ai neuroni della sostanza reticolare del tronco dell'encefalo, centro afferente della reazione emetica, provocando l'eiezione del contenuto addominale dal cavo orale, solitamente accompagnata da nausea o scialorrea. A questi centri del vomito arrivano anche afferenze dalla corteccia cerebrale responsabili per esempio del vomito che occorre al cospetto di visioni orripilanti.
Segni prodromici del vomito sono anche midriasi, pallore, ansia, sudorazione, scialorrea e aumento della frequenza respiratoria.
Il vomito può essere anche autoindotto (usualmente introducendo uno o più dita in gola). Alcuni soggetti che soffrono di disturbi alimentari praticano questa manovra per evitare che i cibi ingeriti possano essere digeriti e assorbiti.
Esistono metodi empirici che permettono di ridurre la nausea e posticipare o evitare il vomito. Questi metodi variano da persona a persona ma i più efficaci sono: assumere posizioni sfavorevoli al rigurgito (posizione eretta, distesa supina o accovacciata in avanti), bere della Coca Cola fredda, mangiare del pane secco o assumere del succo di limone appena si avverte la nausea (mal d'auto).
Molto spesso, in caso di avvelenamento, qualora non sia possibile intervenire tempestivamente praticando al paziente la lavanda gastrica, si usa provocare il vomito con farmaci emetici. Tra i metodi empirici e casalinghi si ricordano l'ingestione di bevande calde (acqua o latte). In seguito all'ingerimento di sostanze corrosive il vomito può essere pericoloso e va evitato, poiché un ulteriore passaggio del materiale corrosivo può danneggiare la mucosa dell'esofago e della bocca, dotate di minore difesa naturale rispetto alla mucosa gastrica: in questi casi si introduce nello stomaco una sostanza atta a neutralizzare l'effetto corrosivo (un acido se è stata ingerita una base forte con pH alto, una base se è stato ingerito un acido forte dal pH basso) e solo successivamente si procede alla rimozione del contenuto gastrico. Effettuare una lavanda gastrica saltando questo passaggio espone il paziente a rischio di ulteriore corrosione esofagea.

## Clinica

### Diagnosi differenziale
- Vomito alimentare: se vengono rigettati alimenti anche a distanza dai pasti
- Vomito acquoso: se è acido, con poca mucina, e sono presenti succhi gastrici
- Vomito mucoso: se è anacido, ricco di mucina, e sono presenti succhi gastrici
- Vomito biliare: se si presenta emissione di bile ed ha un caratteristico colore verde scuro;
- Vomito fecaloide nel caso abbia un colore marrone scuro ed un tipico odore di feci, dovuti a stasi prolungata nell'intestino (nel caso, ad esempio, di occlusione intestinale), per cui la flora batterica prolifera indefinitamente
- Vomito emorragico o Ematemesi: se è presente sangue rosso vivo
- Vomito caffeano, se è presente sangue digerito con un tipico colore nerastro ("a posa o fondo di caffè")

### Risvolti psicologici
È abbastanza comune che, quando una persona vomita, altri nelle vicinanze abbiano la nausea, in particolare quando se ne percepisce l'odore, spesso fino al punto di vomitare a propria volta. Molto probabilmente i neuroni specchio giocano un ruolo fondamentale in questo caso.
Il vomito intensivo a seguito dell'assunzione di ayahuasca nelle cerimonie tribali dei popoli amazzonici è un fenomeno comune. Il vomito quasi sempre segue l'ingestione dell'ayahuasca e questa purificazione è considerata da molti sciamani e utenti esperti di ayahuasca come una parte essenziale dell'esperienza in quanto rappresenta la liberazione dall'energia negativa e dalle emozioni provate nel corso della propria vita.

## Trattamento
Un antiemetico è un farmaco che è efficace contro il vomito e la nausea. Gli antiemetici sono tipicamente utilizzati per il trattamento di malattie moto e gli effetti collaterali di farmaci come gli oppiacei e la chemioterapia.
Gli antiemetici agiscono inibendo i recettori associati a vomito. Quindi anticolinergici, antistaminici, antagonisti della dopamina, antagonisti della serotonina e cannabinoidi sono usati come antiemetici.
L'efficacia del trattamento di vomito o nausea dipende comunque dall'identificazione della causa, che ne ha determinato l'insorgenza. Nel caso di episodi ripetuti e con perdita consistente di fluidi, è fondamentale risolvere o evitare la disidratazione.
Particolare attenzione va posta agli episodi di vomito nei bambini, per i quali si tratta di un disturbo frequente. Importante è tenerli sotto osservazione costante e mantenere un'idratazione regolare, mentre il trattamento farmacologico con antiemetici va sempre valutato con il parere del pediatra. Il persistere di irritabilità o la mancanza di reattività, sia nei bambini sia negli adulti, sono fattori che rendono consigliabile rivolgersi a un medico, poiché il sintomo del vomito potrebbe indicare condizioni cliniche più severe.